# Dióné
Dióné (Διώνη) ókeanisz a görög mitológiában. Az eső és források istennője. Homérosz Iliaszában is szerepel, Aphrodité anyjaként. Aphrodité Dionéhoz ment, miután megsebesítették a csatában, amelyben a kedvenc fiát, Aineiaszt védte. Ebben az epizódban Dióné Gaia megfelelője, a Földanyáé, akit Homérosz szintén olümposzi istenként ír le.
Változatos hagyománya maradt fenn. Hésziodosz nem sorolja fel a titánok között, de az ókeaniszok közt igen. Ez esetben Ókeanosz és Téthüsz leánya lenne. Pszeudo-Apollodórosznál Gaia és Uranosz leánya, tehát titán. Hyginus szerint Gaia és Aithér gyermeke, Hészükhiosz csak annyit jegyez meg róla, hogy Bacchus anyja.
Ugyanezzel a névvel a nimfák között is szerepel, itt Atlasz leánya, aki Tantaloszhoz ment feleségül. A néreidák közt is van Dióné egyes listákban, ekkor Néreusz és Dórisz leánya.